# Asphondylia randiae
Asphondylia randiae är en tvåvingeart som beskrevs av Edwin Möhn 1959. Asphondylia randiae ingår i släktet Asphondylia och familjen gallmyggor.
Artens utbredningsområde är El Salvador. Inga underarter finns listade i Catalogue of Life.